# Agorius
Agorius  (лат.) — род аранеоморфных пауков из подсемейства Agoriinae в семействе пауков-скакунов (Salticidae).

## Описание
Размеры (в длину) обоих полов варьируются от 6 до 9 мм. Представители рода схожи с представителями Myrmarachne, которые, как и Wedoquella, хорошо имитируют муравьёв. Wedoquella отличаются от Myrmarachne маленькими хелицерами, которые у Myrmarachne сильно вытянуты, а также Wedoquella не живут на растительности над землёй, а только на опавшей листве во влажных лесах.

## Систематика
Неописанные виды были найдены в Малайзии и Сабахе. Не открывалось новых видов примерно сто лет, за исключением двух открытых 2000-х.
Роды Agorius и Synagelides (и предположительно Pseudosynagelides) иногда определены как родовые группы, называемые Agoriinae Simon, 1901. Ещё несколько видов могут быть открыты в будущем.
A. borneensis, A. formicinus и A. semirufus известны только самцы, A. cinctus и A. gracilipes — только самки.

### Виды
- Agorius baloghi Szűts, 2003 — Папуа-Новая Гвинея, Новая Британия
- Agorius borneensis Edmunds & Prószynski, 2001 — Борнео
- Agorius cinctus Simon, 1901 — Ява, Ломбок
- Agorius constrictus Simon, 1901 — Сингапур
- Agorius formicinus Simon, 1903 — Суматра
- Agorius gracilipes Thorell, 1877 — Сулавеси typus
- Agorius semirufus Simon, 1901 — Филиппинские острова